# Velika črna maša za pobite Slovence
Velika črna maša za pobite Slovence je pesnitev Tineta Debeljaka, izdana v letu 1949.

## Povzetek

### Priprava v Zakristiji
Izgnanci, ki jih je zadela nečloveško trda bratovska pest, so se napotili v neznano, s spominom na pobite mučenike se izročajo Mariji z Brezij in Bogu. Pesnik prosi odpuščanja za žrtve in morilce, zadušnica za mrtvimi naj poveliča njihovo mučeniško smrt za Slovenstvo.

### Vetrinjski psalm pred katafalkom
Vetrinje, tabor izdanega človeka! Pesnik kropi zverinsko pobite slovenske bataljone z blagoslovljeno vodo večnega spomina. Mrtvi so Matjaževa vojska, ki čaka na vstajenje, v ponos in čast Sloveniji, Evropi, svetu in Bogu.

### Črna maša
Svet je razklan na Hudobijo in Svetost, nebeške trombe pozivajo na boj, Bog zbira v fronto angele, svetnike in mučenike: treba se je boriti zoper Luciferja, treba je stopiti v vrste, pred katerimi se bliska božji meč. Bog naj razsodi našo pravdo zoper zvijače in zlobo nesvetega ljudstva. - Čez Slovenijo se je razlila apokaliptična vihra: kri, dim, ogenj v znamenjih srpa-kladiva in svastike. Iz naroda se utrga truma Judežev, bratomornih Kajnov, ki se uprejo Bogu. Sledi groza za grozo: taborišča, talci, Turjak, Grahovo ... Nato upanje: domobranska vojska, ki herojsko izpolnjuje Ukaz Domovine, sovražnik omaguje, beži ... A zaradi izdajstva se trenutek zmage spremeni v pogrebni pohod: grozote umiranja v breznu, kjer se žrtve izročajo Bogu, žrtve širom po Domovini, ki Bogu darujejo svoje rane.
Vsi nebeški zbori pojejo v božjo slavo, nadangel Mihael pripelje vetrinjske vojščake, poveličane in ozarjene, ki iz rok samega Kristusa prejmejo mučeniške palme. Slava Bogu vojnih čet, ki naj zmagovito vlada zdaj po Satanu razdejani slovenski deželi! - Mašnik povzdigne Kri, prelito za slehernega, za smrt naših mučencev, za grehe našega veka. - Oče naš ... Begunci prestrezajo udarce, ki jih brezbožniki v Domovini namenjajo Kristusu, hrepenijo domov, a se uklanjajo njegovi volji. Narod je grešil z razdorom in umorom, odpusti nam zaradi smrti naših mučenikov, zaradi trpljenja v Domovini. Tudi mi odpuščamo, čeprav težko. In ne vpelji nas v skušnjavo, da bi obupali ali se izrodili, se odrekli svetu dedov in očetov.
Jagnje božje, usmili se nas! Prek sveta jašejo rjavi, črni in rdeči konjenik, vitezi Greha, pol sveta je obil Gad z obljubo vsemogočnosti, zasužnjil ljudstva, Evropa pa slepo gradi babilonski stolp zmede in Razvrata ... spačene so besede , pravica, resnica. Pesnik poziva Kralja kraljev, naj razruši kraljestvo Satana-Gada in Babilonske Hotnice. - Ob obhajilu ugleda božjo zmago nad Satanom in njegovim rodom, okrepljen je s tolažbo in z vero v božjo vsekraljevsko Moč.
Prošnja za mir vseh, ki so bili pobiti, pa nimajo grobov, vizija, kako kosti pobitih krenejo na triumfalno pot v kostnico, v središče Naroda: zvonijo zvonovi, vsa narava dvigne v oltar. Maše, ki jo bere škof-kardinal, se udeleži tudi Kraljica Slovencev, Brezjanska Marija, sv. Mihael zadovoljno spravlja svoj meč v nožnico, saj je Zmaj premagan, s stranskih oltarjev stopijo prvi mučenec sv. Štefan, poljski mučenik in domoljub sv. Bobola, sv. general Tenon s svojimi pobitimi legionarji. Mučeniške kosti so pokopane pod oltar in Kristus sam drži roko nad njimi, narod pa ves presvetljen moli za njihov mir ... - Toda to je le privid, izgnanci so še zmeraj izgubljeni v neskončnem oceanu in mašnik jim podeljuje blagoslov: da bi se po vseh blodenjih vrnili domov, kjer jih čakata kruh in sol. - Slavimo Gospoda za vse, za upanje, da nas iz nevarnosti vodi v svobodno Slovenijo in naprej, k sebi, kjer Ga naši mučenci večno slave!

## Vir
- Obnova citirana po: Alenka Goljevšček: Alenka Goljevšček, "Od A(brama) do Ž(upančiča): Vsebine 765 dram slovenskih avtorjev". Ljubljana: Slovenski gledališki muzej, 2011. 148-149.  (COBISS)